# Blanchetiodendron blanchetii
Blanchetiodendron blanchetii là một loài thực vật có hoa trong họ Đậu. Loài này được (Benth.) Barneby & J.W.Grimes miêu tả khoa học đầu tiên.